# Javi Vega
Javier Vega Merayo (Leganés, Madrid, 5 de enero de 1988) es un baloncestista español que juega en el Grupo Alega Cantabria de la Liga LEB Oro. Con 2,05 metros de estatura, juega en la posición de ala-pívot.

## Trayectoria
Javier Vega ingresó en la cantera fuenlabreña en categoría alevín cuando apenas contaba con 11 años de edad. En el verano de 2011, y tras pasar por todas las categorías de formación del club, se convirtió por primera vez en miembro del primer equipo del Baloncesto Fuenlabrada.
En 2015, el excapitán del Montakit Fuenlabrada, llega al San Pablo Inmobiliaria de la Liga LEB Oro, para ser uno de los referentes. En Burgos consigue el preciado ascenso a ACB.
En junio de 2020, abandona el San Pablo Burgos tras llegar a jugar las semifinales de la Liga Endesa y se compromete con el Club Basquet Coruña de la Liga LEB Oro.
El 1 de agosto de 2023, firma por el Força Lleida Club Esportiu de la Liga LEB Oro.
El 11 de julio de 2024, firma por el Grupo Alega Cantabria de la Liga LEB Oro.

### Selección nacional
Fue integrante de las selecciones júnior de España. Disputó el EuroBasket Sub-18 de 2006 llevándose el bronce, luego el Mundial Sub-19 de 2007 en Serbia, y el EuroBasket Sub-20 de 2008, donde de nuevo consiguió la medalla de bronce.
En el verano de 2017, debutó con la absoluta y se convirtió en el primer jugador de la historia que llega a la selección española de baloncesto desde la LEB Oro tras ser convocado para la concentración de Benahavís.[cita requerida] Ahí disputó dos encuentros en los preparatorios para el Mundial de 2019.
También ha formado parte de la selección española de 3x3.